# Estragão
Estragão (Artemisia dracunculus) é uma herbácea perene, de folhas pequenas e estreitas. Ela é encontrada naturalmente em vastas áreas do Hemisfério Norte: Do leste da Europa ao centro e ao leste da Ásia até o oeste da América do Norte, e espalhada tão ao sul quanto o norte da Índia e o México. Acredita-se porém que a presença do estragão na América do Norte tenha resultado de sua introdução pelas grandes migrações pré-históricas de pessoas a partir da Ásia.
O estragão é um tempero típico da culinária francesa e é utilizado para realçar o sabor de certos ingredientes e alimentos. O sabor da folha de estragão é adocicado e ao mesmo tempo levemente picante, lembrando a algumas pessoas, mesmo que brevemente, o cheiro e gosto do funcho (também conhecido como erva-doce, marantro, finóquio). As folhas do estragão, assim como as de outras ervas utilizadas na culinária, podem ser usadas tanto verdes e frescas quanto secas, dependendo sobretudo do que exigem as receitas específicas.
A folha do estragão é utilizada na preparação de pickles, como pepinos em conserva à base de vinagre; em cozidos de panela, em saladas verdes, etc; mas ela também dá o sabor distinto do molho béarnaise. Existem muitas receitas para o uso caseiro do estragão na preparação de vinagres, vinagretes, e outras infusões gastronômicas.
Em algumas tradições populares de remédios caseiros de várias regiões do mundo, recomenda-se a infusão de folhas de estragão para amenizar cólicas menstruais, e também para outros fins curativos.
Entre os diversos povos originais da América do Norte (ameríndios) está documentada uma grande variedade de usos dessa planta. Por exemplo, o uso das folhas do estragão como repelente de mosquitos e outros insetos (utilizado no berço de bebês, e por adultos em suas moradias, e em pescarias durante a noite). O estragão também era utilizado nas lavagens diárias de ferimentos sofridos por animais domesticados, como cavalos; mas também no corpo humano (tanto em ferimentos como em inflamações corporais), e no tratamento de cólica em crianças. Usava-se a raiz para lavar, fortalecer e fazer crescer o cabelo; também para infecções urinárias.
Estragão, também, é conhecido como erva-dragão.